# Nécropole nationale du Prieuré de Binson
La nécropole nationale Le-Port-à-Binson, est un cimetière militaire français de la Première Guerre mondiale situé sur le territoire de la commune de Châtillon-sur-Marne, dans le département de la Marne, à l'est de Reims.

## Historique
Le nécropole nationale de Port-à-Binson est créée en 1921 pour recevoir les corps des soldats tués au cours, principalement de l'offensive du printemps allemande de 1918.
Elle est aménagée, de 1921 à 1933, pour recevoir les corps exhumés de cimetières militaires situés au nord d'Epernay sur le territoire des villages de Anthenay, Belval, Binson, Chaumuzy, Cuisles, Champlat, Châtillon, Chambrecy, Cuchery, Fleury-la-Rivière, Festigny, Leuvrigny, Marfaux, Nanteuil, Reuil, Nesle le Respon, Neuville aux Larris, Pourcy, Oeuilly, Troissy, Vandières, Venteuil, Violaine.
Le cimetière a fait l'objet d'une rénovation en 1973 et 1990.

## Caractéristiques
Cette nécropole s'étend sur 12 500 m2. Elle rassemble 2 671 corps dont 562 inhumés dans deux ossuaires.

## Galerie de photographies

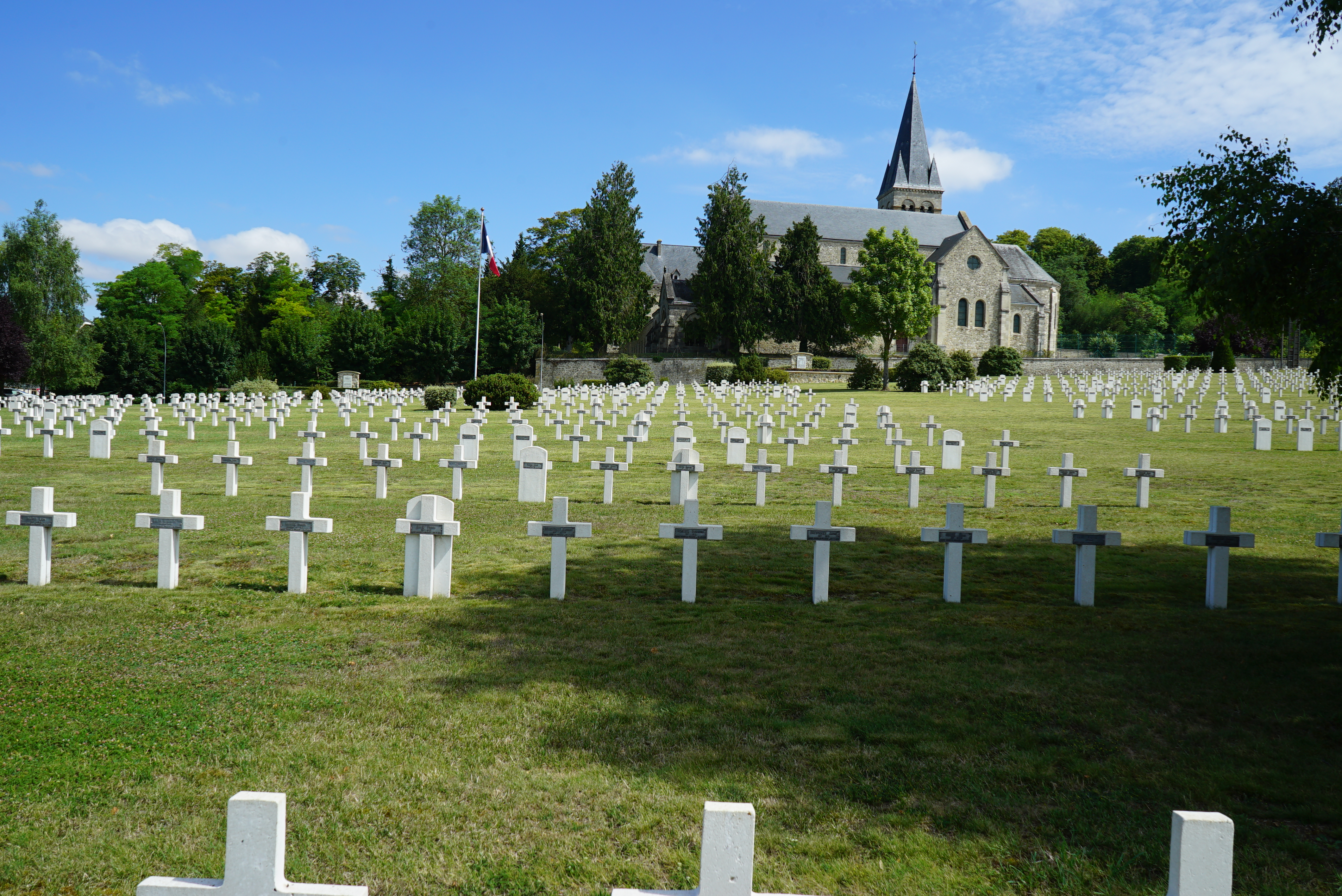
Vue de la nécropole.
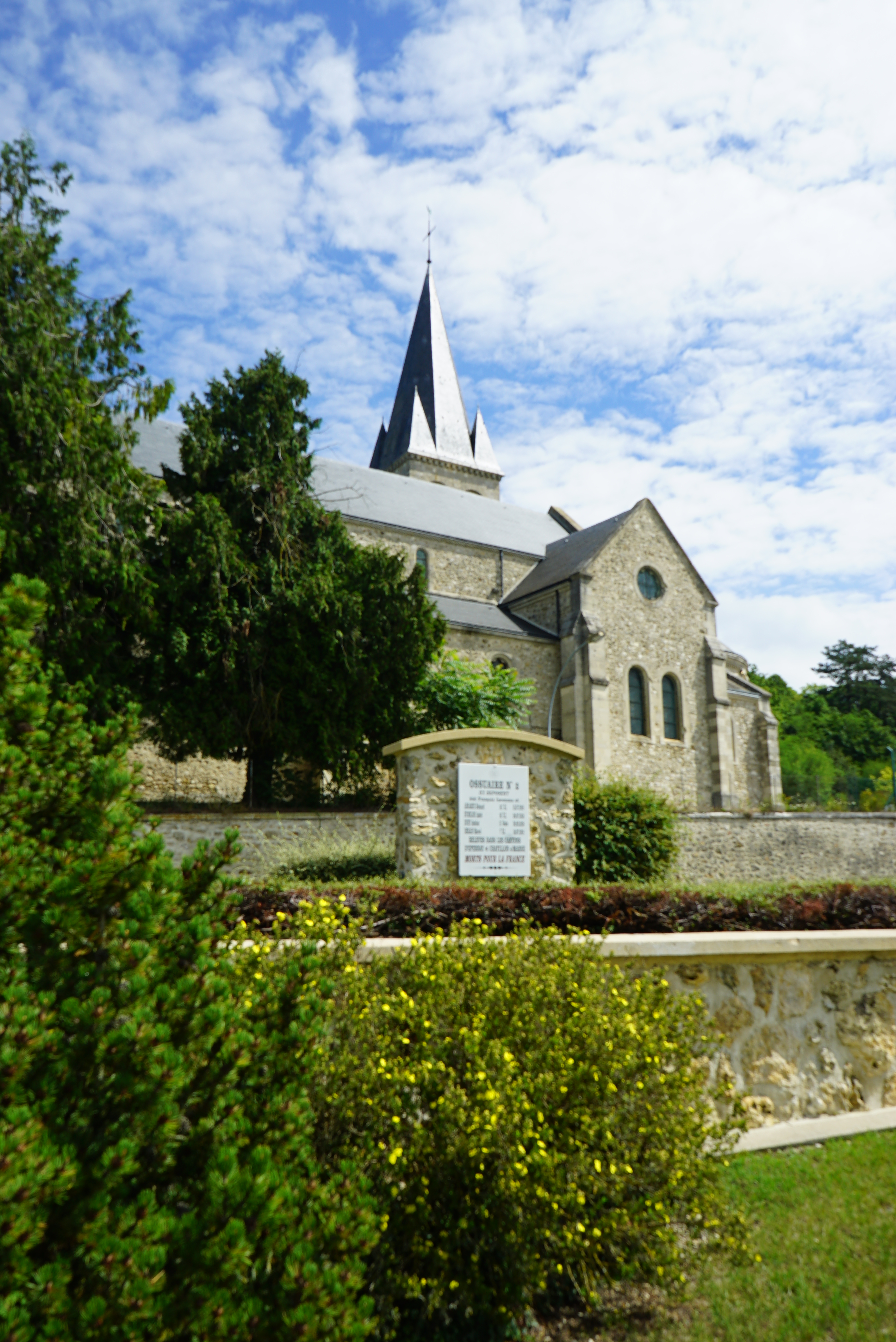
Ossuaire devant le Prieuré de Binson.